# Czesław Sipowicz
Czesław Sipowicz MIC (ur. 8 grudnia 1914 w Dziedzince, zm. 4 października 1981 w Londynie) – duchowny katolicki obrządku bizantyjsko-słowiańskiego, biskup tytularny Mariamme, wizytator apostolski dla diaspory wiernych Białoruskiego Kościoła Greckokatolickiego, przełożony generalny Zgromadzenia Księży Marianów Niepokalanego Poczęcia Najświętszej Maryi Panny w latach 1963–1969.

## Życiorys
Pochodził z rodziny pieczętującej się herbem Lis. Od 1928 roku kształcił się w gimnazjum mariańskim w Drui. W 1933 roku przystąpił do Zgromadzenia Księży Marianów Niepokalanego Poczęcia Najświętszej Maryi Panny. W 1934 roku złożył pierwsze śluby zakonne. Kształcił się na: Uniwersytecie Stefana Batorego w Wilnie, Papieskim Uniwersytecie Gregoriańskim oraz Papieskim Instytucie Wschodnim. W trakcie II wojny światowej przebywał na studiach we Włoszech. Podczas pobytu w Rzymie przyjął święcenia kapłańskie w obrządku bizantyjskim z rąk rosyjskiego biskupa greckokatolickiego, Aleksandra Ewreinowa. 
Po II wojnie światowej przebywał w Londynie, gdzie był rektorem Białoruskiej Misji Katolickiej z ramienia Kongregacji ds. Kościołów Wschodnich. W Wielkiej Brytanii zaangażował się społecznie w życie diaspory Białorusinów. Brał czynny udział w rozwoju Stowarzyszenia Białorusinów w Wielkiej Brytanii oraz Angielsko-Białoruskiego Towarzystwa Naukowego. Był współorganizatorem Marian House – domu zakonnego księży marianów w Londynie, przy którym była prowadzona działalność duszpasterska oraz edukacyjna dla białoruskiej społeczności greckokatolickiej w Wielkiej Brytanii. 
W 1960 roku został nominowany, a następnie konsekrowany biskupem tytularnym Mariamme. Stolica Apostolska mianowała go ponadto greckokatolickim wizytatorem apostolskim dla Białorusinów. W 1963 roku został wybrany na generała zakonu marianów. Zamieszkał w Rzymie. Uczestniczył w Soborze Watykańskim II. Był członkiem soborowej Komisji ds. Kościołów Wschodnich. Jako generał marianów wspierał rozwój misji zgromadzenia w Brazylii. 
W 1969 roku powrócił do Wielkiej Brytanii. Do końca życia związany pracą duszpasterską z Marian House w Londynie.
Jego bratankiem jest Kamil Sipowicz.